# Rivière des Hurons
Rivière des Hurons – rzeka we wschodniej Kanadzie, Jej dorzecze uznawane jest za część większego dorzecza rzeki Saint-Charles. Płynie przez gminę kantony zjednoczone Stoneham-et-Tewkesbury, będącą ważnym ośrodkiem turystycznym w Quebecu.
Źródła rzeki znajdują się na północ od Stoneham w Górach Laurentyńskich. Przez większość biegu przepływa przez lasy, jej okolice są niezamieszkane i niewykorzystywane przez człowieka, poza kilkoma obiektami o charakterze turystycznym. Rivière des Hurons jest najważniejszym ciekiem zasilającym jezioro Saint-Charles, z którego z kolei wypływa wpadająca do Rzeki Świętego Wawrzyńca Saint-Charles.